# 22495 Фубіні
22495 Фубіні (22495 Fubini) — астероїд головного поясу, відкритий 6 травня 1997 року.
Тіссеранів параметр щодо Юпітера — 3,286.